# 자바자
〈자바자〉(ジャーバージャ 쟈바쟈[*])는 AKB48의 51번째 싱글이다.

## 배경과 릴리즈
- 전작 〈11월의 앵클릿〉로부터 약 4개월 만의 싱글이다.
- 오카다 나나가 첫 센터를 맡은 싱글이다.

## 수록곡

### Type A
초회한정반 자켓 사진: 이리야마 안나 · 오카다 나나 · 오카베 린 · 무라야마 유이리 · 요코야마 유이
통상반 자켓 사진 : 이리야마 안나 · 오카다 나나 · 요코야마 유이
CD
1. ジャーバージャ / 자바자
2. ペダルと車輪と来た道と / 페달과 바퀴와 지나온 길 - STU48
3. 愛の喪明け / 사랑의 탈상 - SKE48
4. ジャーバージャ off vocal ver.
5. ペダルと車輪と来た道と off vocal ver.
6. 愛の喪明け off vocal ver.

DVD
1. ジャーバージャ Music Video
2. ペダルと車輪と来た道と Music Video
3. 愛の喪明け Music Video

### Type B
초회한정반 자켓 사진: 오기노 유카 · 카시와기 유키 · 코미야마 하루카 · 사시하라 리노 · 타나카 미쿠
통상반 자켓 사진 : 오기노 유카 · 카시와기 유키 · 사시하라 리노
CD
1. ジャーバージャ / 자바자
2. ペダルと車輪と来た道と / 페달과 바퀴와 지나온 길 - STU48
3. 下手を打つ / 잘못을 치다 - NMB48
4. ジャーバージャ off vocal ver.
5. ペダルと車輪と来た道と off vocal ver.
6. 下手を打つ off vocal ver.

DVD
1. ジャーバージャ Music Video
2. ペダルと車輪と来た道と Music Video
3. 下手を打つ Music Video

### Type C
초회한정반 자켓 사진: 코지마 마코 · 스다 아카리 · 마챠링 · 무카이치 미온 · 야마모토 사야카
통상반 자켓 사진 : 스다 아카리 · 무카이치 미온 · 야마모토 사야카
CD
1. ジャーバージャ / 자바자
2. ペダルと車輪と来た道と / 페달과 바퀴와 지나온 길 - STU48
3. ぶっ倒れるまで / 갑자기 쓰러질 때까지 - HKT48
4. ジャーバージャ off vocal ver.
5. ペダルと車輪と来た道と off vocal ver.
6. ぶっ倒れるまで off vocal ver.

DVD
1. ジャーバージャ Music Video
2. ペダルと車輪と来た道と Music Video
3. ぶっ倒れるまで Music Video

### Type D
초회한정반 자켓 사진: 쿠라노오 나루미 · 시로마 미루 · 타카하시 쥬리 · 타키노 유미코 · 마츠이 쥬리나
통상반 자켓 사진 : 시로마 미루 · 타카하시 쥬리 · 마츠이 쥬리나
CD
1. ジャーバージャ / 자바자
2. Position - AKB48 차세대 선발
3. 友達でいましょう / 친구로 지내자 - NGT48
4. ジャーバージャ off vocal ver.
5. Position off vocal ver.
6. 友達でいましょう off vocal ver.

DVD
1. ジャーバージャ Music Video
2. Position Music Video
3. 友達でいましょう Music Video

### Type E
초회한정반 자켓 사진: 오구리 유이 · 오바타 유나 · 카토 레나 · 나카이 리카 · 마츠오카 하나 · 미야와키 사쿠라
통상반 자켓 사진 : 오구리 유이 · 카토 레나 · 나카이 리카 · 미야와키 사쿠라
CD
1. ジャーバージャ / 자바자
2. Position - AKB48 차세대 선발
3. 国境のない時代 / 국경없는 시대 - 사카미치 AKB
4. ジャーバージャ off vocal ver.
5. Position off vocal ver.
6. 国境のない時代 off vocal ver.

DVD
1. ジャーバージャ Music Video
2. Position Music Video
3. 国境のない時代 Music Video

### 극장반
자켓 사진: 오카다 나나
CD
1. ジャーバージャ / 자바자
2. ペダルと車輪と来た道と / 페달과 바퀴와 지나온 길 - STU48
3. 友達ができた / 친구가 생겼어 - 마챠링과 친구들
4. ジャーバージャ off vocal ver.
5. ペダルと車輪と来た道と off vocal ver.
6. 友達ができた off vocal ver.

## 선발 멤버

### 자바자
(센터:오카다 나나)
- 이리야마 안나, 요코야마 유이, 무카이치 미온, 카시와기 유키, 카토 레나, 마챠링, 오카다 나나, 코지마 마코, 코미야마 하루카, 다카하시 쥬리, 무라야마 유이리, 오카베 린, 오구리 유이, 쿠라노오 나루미, 오기노 유카, 나카이 리카, 타키노 유미코, 마츠이 쥬리나, 오바타 유나, 스다 아카리, 야마모토 사야카, 시로마 미루, 오오타 유우리, 사시하라 리노, 타나카 미쿠, 미야와키 사쿠라, 마츠오카 하나

### 페달과 바퀴와 지나온 길
STU48 명의
- 이시다 치호, 이시다 미나미, 이소가이 카논, 이치오카 아유미, 이마무라 미츠키, 이와타 히나, 오카다 나나, 카도와키 미유나, 사노 하루카, 타키노 유미코, 타나카 코코, 토로부 유리, 후쿠다 아카리, 후지와라 아즈사, 모리 카호, 야부시타 후

### Position
AKB48 차세대 선발
- 타니구치 메구, 히와타시 유이, 쿠보 사토네, 무카이치 미온, 고토 모에, 니시카와 레이, 야마베 아유 , 카와모토 사야, 치바 에리이, 오카베 린, 오구리 유이, 쿠라노오 나루미, 사카구치 나기사, 아사이 나나미, 야마우치 미즈키

### 사랑의 탈상
SKE48 명의
(센터 : 마츠이 쥬리나)
- SKE48:키타가와 료하, 마츠이 쥬리나, 에고 유나, 오오바 미나, 오바타 유나, 키타노 루카, 소다 사리나, 타카야나기 아카네, 타케우치 사키, 히다카 유즈키, 후루하타 나오, 카마타 나츠키, 쿠마자키 하루카, 스에나가 오우카, 스가와라 마야, 스다 아카리

### 잘못을 치다
NMB48 명의
(센터 : 죠 에리코)
- NMB48:코지마 카린, 타니가와 아이리, 미타 마오, 야마모토 아야카, 야마모토 사야카, 이와타 모모카, 카토 유카, 시부야 나기사, 시로마 미루, 야스다 모모네, 요시다 아카리, 우에무라 아즈사, 오키타 아야카, 죠 에리코, 죠니시 레이, 무라세 사에

### 갑자기 쓰러질 때까지
HKT48 명의
(센터 : 사시하라 리노, 미야와키 사쿠라)
- HKT48:코지나 유이, 코마다 히로카, 사시하라 리노, 타시마 메루, 타나카 미쿠, 토요나가 아키, 마츠오카 나츠미, 야부키 나코, 이와하나 시노, 토미요시 아스카, 토모나가 미오, 미야와키 사쿠라, 모토무라 아오이, 모리야스 마도카, 마츠오카 하나, 무라카와 비비안

### 친구로 지내자
NGT48 명의
(센터 : 타카쿠라 모에카)
- NGT48:오기노 유카, 오구마 츠구미, 카시와기 유키, 카토 미나미, 키타하라 리에, 사토 안쥬, 스가하라 리코, 타카쿠라 모에카, 타노 아야카, 나카이 리카, 니시가타 마리나, 하세가와 레나, 혼마 히나타, 무라쿠모 후우카, 야마구치 마호, 야마다 노에

### 국경없는 시대
사카미치AKB 명의
(센터 : 나가하마 네루)
- AKB48:무카이치 미온, 오카다 나나, 오카베 린, 오구리 유이, SKE48:마츠이 쥬리나, HKT48:미야와키 사쿠라
- 노기자카46:호리 미오나. 사이토 아스카, 요다 유우키, 야마시타 미즈키. 오오조노 모모코, 쿠보 시오리
- 케야키자카46:나가하마 네루, 코바야시 유이, 이마이즈미 유이, 스가이 유우카, 와타나베 리사
- 히나타자카46:카토 시호

### 친구가 생겼어
마챠링과 친구들 명의
(센터 : 마챠링)
- AKB48: 히와타시 유이, 쿠보 사토네, 니시카와 레이, 마챠링, 야마베 아유, 치바 에리이
- TPE48: 천스야, 천스위안, 추핀한, 린제, 궈싱위, 장위링

## 발매일
| 국가     | 날짜            | 포맷                    | 레이블               |
| -------- | --------------- | ----------------------- | -------------------- |
| 일본     | 2018년 3월 14일 | CD+DVD, CD, 디지털 음원 | You, Be Cool!        |
| 대한민국 | 2018년 8월 10일 | 디지털 음원             | 스톤뮤직엔터테인먼트 |